# Lytton (Iowa)
Lytton è un comune degli Stati Uniti d'America, situato nello Stato dell'Iowa, diviso tra la contea di Sac e la contea di Calhoun.